# 1-Triacontanol
El 1-Triacontanol es un alcohol graso primario, también conocido como alcohol de melisilo o alcohol miricilo. Se encuentra en las ceras vegetales de la cutícula y en la cera de abejas cuyas. El triacontanol es un estimulante del crecimiento para muchas plantas, sobre todo las rosas, en las que aumenta rápidamente el número de roturas basales.